# Taking One for the Team
Taking one for the team es el quinto álbum de estudio de la banda canadiense Simple Plan. El álbum fue lanzado el 19 de febrero de 2016 a través del sello discográfico Atlantic Records. El álbum representa el estilo musical de sus primeros y últimos discos. El álbum también cuenta con colaboradores especiales. Es el último álbum de la banda que presenta a los miembros de la banda como un quinteto, ya que David Desrosiers fue despedido de Simple Plan en julio de 2020 debido a acusaciones de conducta sexual inapropiada (4 años después de la publicación del álbum).

## Antecedentes y lanzamiento
En marzo de 2014, los miembros de la banda comenzaron a grabar las primeras demos para el álbum. Esta información fue confirmada más tarde por Comeau. El 30 de julio de 2014, la banda declaró formalmente que estaban escribiendo canciones para el próximo álbum. Las estimaciones de la banda para lanzar el álbum eran para la segunda mitad del 2015. 
El 21 de junio de 2015 la banda lanza a través de su cuenta de YouTube la canción "Saturday". Más tarde la banda anunció que dicha canción no será incluida en el álbum. 
El 30 de noviembre de 2015, la banda reveló a través de su cuenta de Twitter el título de su quinto álbum "Taking One For The Team" con fecha de lanzamiento para el 19 de febrero de 2016, junto con la portada del álbum y los primeros conciertos de su próximo tour en Europa.

## Sencillos
El 27 de agosto de 2015 la banda canadiense lanza su primer sencillo promocional del álbum "Boom".
El 18 de septiembre de 2015, la banda lanzó una segunda canción del quinto álbum de estudio, "I Don't Wanna Be Sad", y su primer sencillo "I Don't Wanna Go To Bed," con la colaboración del rapero Nelly el 16 de octubre de 2015.
El 5 de febrero de 2016 la banda lanza su segundo sencillo titulado "Opinion Overload".
Luego de dos meses de su lanzamiento discográfico, en abril de 2016 la banda lanza su tercer sencillo "Singing in the Rain".

## Lista de canciones
| N.º | Título                                 | Escritor(es)   | Duración |  |
| 1.  | «Opinion Overload»                     | Pierre Bouvier | 3:19     |  |
| 2.  | «Boom!»                                | Bouvier        | 3:10     |  |
| 3.  | «Kiss Me Like Nobody's Watching»       | Bouvier        | 3:22     |  |
| 4.  | «Farewell» (con Jordan Pundik)         | Bouvier        | 3:21     |  |
| 5.  | «Singing in the Rain» (con R. City)    | Bouvier        | 3:42     |  |
| 6.  | «Everything Sucks»                     | Bouvier        | 3:31     |  |
| 7.  | «I Refuse»                             | Bouvier        | 3:18     |  |
| 8.  | «I Don't Wanna Go to Bed» (con Nelly)  | Bouvier        | 3:08     |  |
| 9.  | «Nostalgic»                            | Bouvier        | 3:06     |  |
| 10. | «Perfectly Perfect»                    | Bouvier        | 3:07     |  |
| 11. | «I Don't Wanna Be Sad»                 | Bouvier        | 3:13     |  |
| 12. | «P.S. I Hate You»                      | Bouvier        | 3:03     |  |
| 13. | «Problem Child»                        | Bouvier        | 3:41     |  |
| 14. | «I Dream About You» (con Juliet Simms) | Bouvier        | 4:11     |  |

## Posiocionamiento en lista
| Gráfica (2016)                       | Pico de posición |
| ------------------------------------ | ---------------- |
| Australia (ARIA)                     | 12               |
| Austria (Ö3 Austria)                 | 18               |
| Bélgica (Ultratop flamenca)          | 45               |
| Bélgica (Ultratop valona)            | 105              |
| Canadá (Billboard Canadian Albums)   | 4                |
| Países Bajos (Album Top 100)         | 59               |
| Alemania (Media Control Charts)      | 30               |
| Japón (Oricon)                       | 21               |
| Escocia (Scottish Albums Chart)      | 37               |
| España (PROMUSICAE)                  | 11               |
| Suiza (Schweizer Hitparade)          | 10               |
| Reino Unido (UK Albums Chart)        | 44               |
| Reino Unido (UK Rock & Metal Albums) | 4                |
| Estados Unidos (Billboard 200)       | 94               |
| Estados Unidos (Top Rock Albums)     | 15               |